# Kostinskiy (cráter)

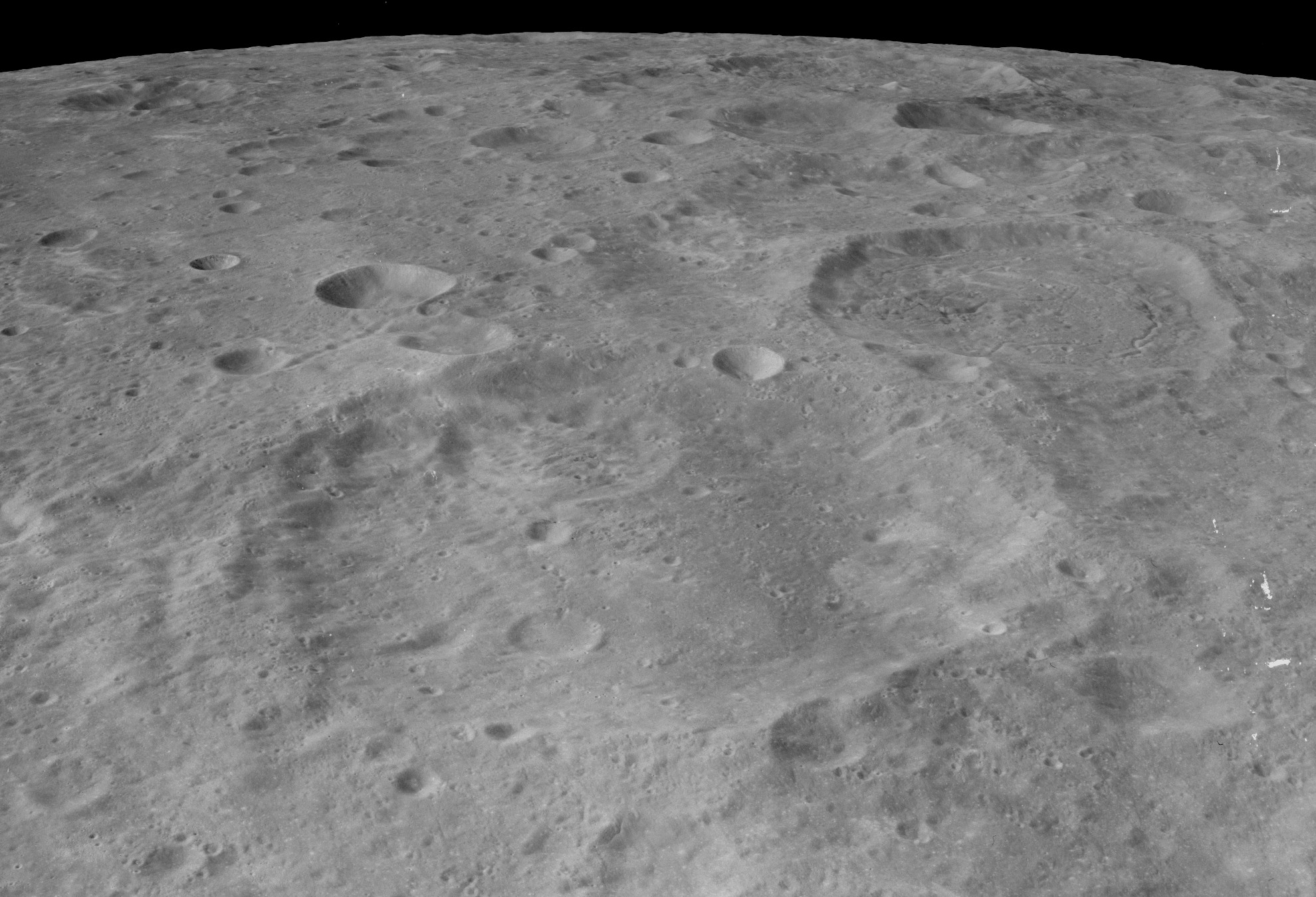
Vista oblicua de Guyot. Fotografía de la misión Apolo 16

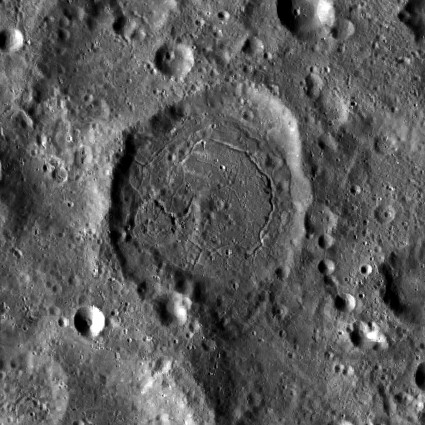
Fotografía de la misión Lunar Reconnaissance Orbiter

Kostinsky es un cráter de impacto perteneciente a la cara oculta de la Luna. Está casi unido al borde exterior noreste del cráter Guyot. A alrededor de un diámetro del cráter al sureste aparece Ostwald, y más al norte se halla Olcott.
|  |

El borde de Kostinsky está bastante erosionado, casi por completo en su sector sureste. Presenta una protuberancia hacia el exterior en el lado noreste, con un pequeño cráter que invade su borde oriental. El suelo interior muestra algunas irregularidades en el cuadrante suroeste y a lo largo del borde de la sección abultada al noreste.
Antes de ser nombrado en 1970 por la UAI, este cráter era conocido como "Cráter 210".

## Cráteres satélite
Por convención estos elementos son identificados en los mapas lunares poniendo la letra en el lado del punto medio del cráter que está más cercano a Kostinskiy.
|            | \| Kostinskiy \| Coordenadas \| Diámetro \| \| ---------- \| -------------------------------- \| -------- \| \| B \| 16°32′N 119°54′E / 16.54, 119.9 \| 20 km \| \| D \| 16°05′N 123°05′E / 16.08, 123.08 \| 32 km \| \| E \| 15°10′N 122°35′E / 15.17, 122.59 \| 26 km \| \| W \| 17°04′N 115°41′E / 17.06, 115.69 \| 24 km \| |          |
| Kostinskiy | Coordenadas | Diámetro |
| B          | 16°32′N 119°54′E / 16.54, 119.9 | 20 km    |
| D          | 16°05′N 123°05′E / 16.08, 123.08 | 32 km    |
| E          | 15°10′N 122°35′E / 15.17, 122.59 | 26 km    |
| W          | 17°04′N 115°41′E / 17.06, 115.69 | 24 km    |